# AquaRio
El Acuario Marino de Río de Janeiro o AquaRio es un acuario público ubicado en el barrio de Gamboa, en la zona central de la ciudad de Río de Janeiro, Brasil. Con un área construida de aproximadamente 26 mil metros cuadrados, se levanta entre la plaza Muhammad Ali, que forma parte de la Orla Conde, y la vía Binaria del Puerto, a la altura del túnel Arquitecta Nina Rabha. Es considerado el acuario márino más grande de toda Sudamérica.
Fue inaugurado el 31 de octubre de 2016, en una ceremonia que contó con la presencia del entonces ministro de Turismo Marx Beltrão. El acuario público fue construido en el contexto del Porto Maravilha, una operación urbana que busca la revitalización de la Zona Portuaria de Río de Janeiro.
El edificio que ocupa AquaRio posee un total de cinco pisos y 28 tanques con varios tipos de peces. En los tanques se almacenan un aproximado de 4,5 millones de litros de agua salada, además de 8 mil animales de 350 especies distintas. El edificio antes pertenecía a la Compañía Brasileña de Almacenamiento (Cibrazem), hoy la Compañía Nacional de Abastecimento (CONAB).

## Estructura

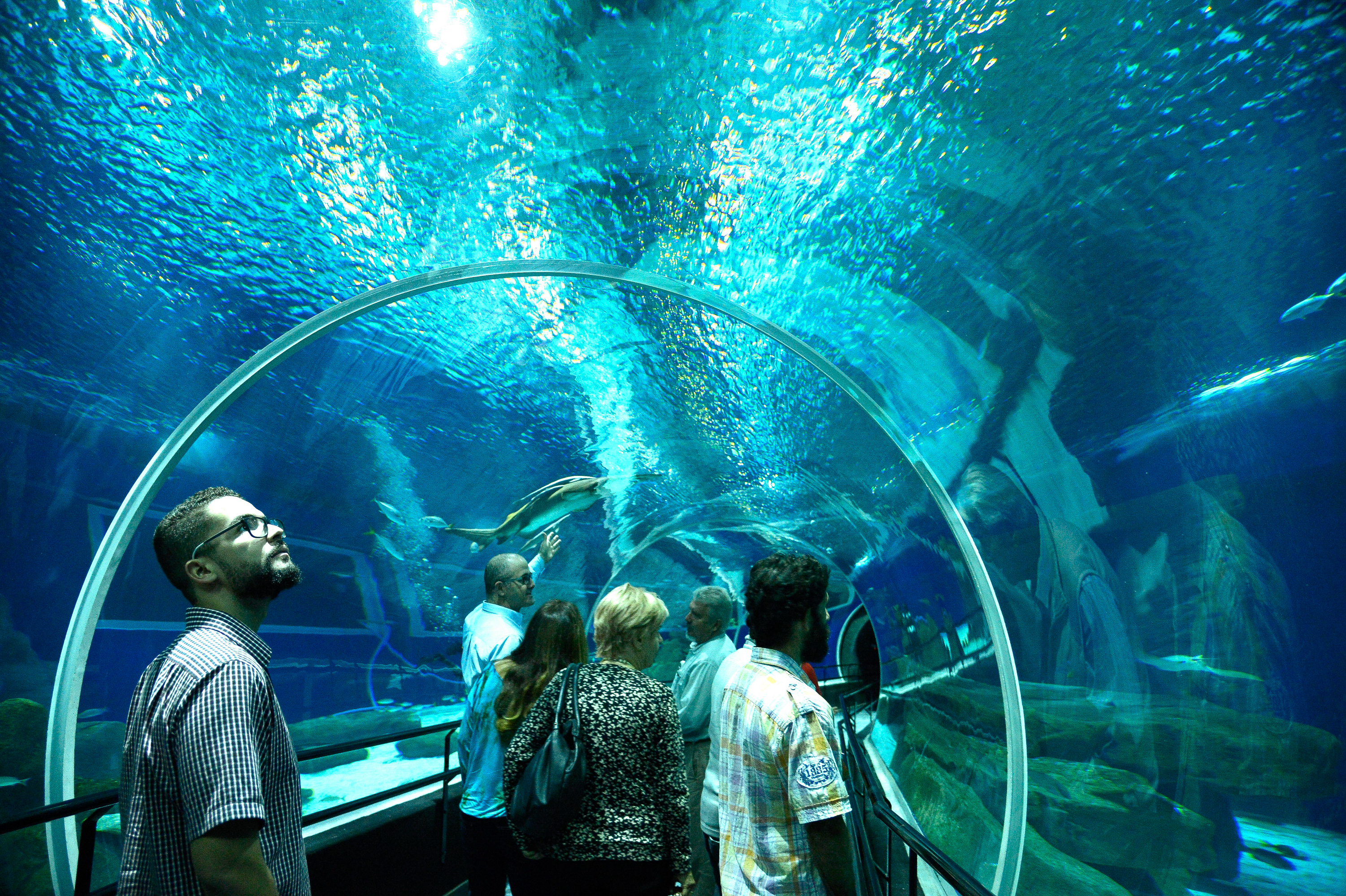
Túnel en el interior de uno de los acuarios

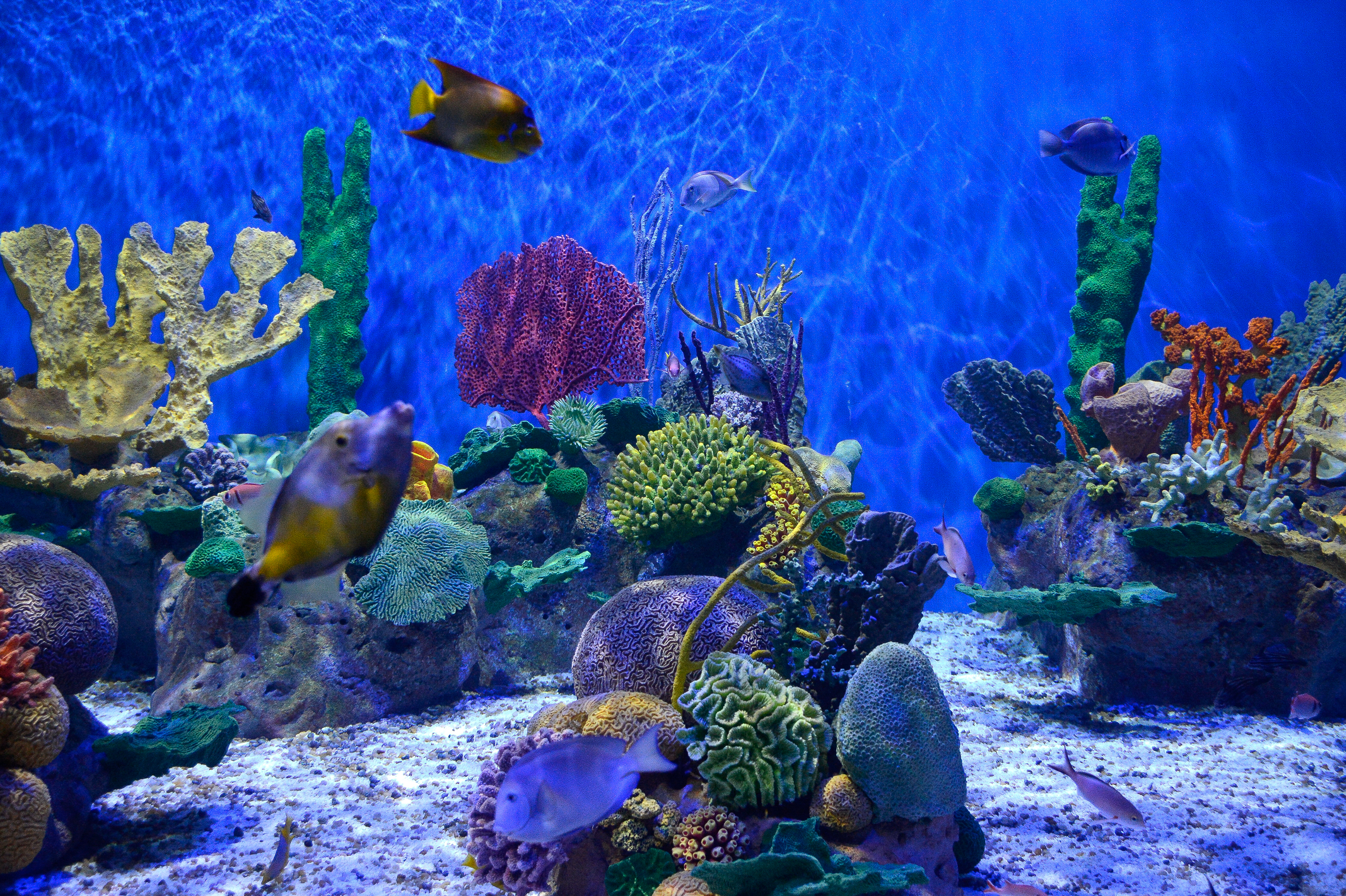
Peces multicolores y corales en uno de los tanques

Reúne alrededor de 8,.000 animales de 350 especies diferentes procedentes de todos los océanos. Entre las principales especies del acuario se encuentran: el tiburón nodriza (Ginglymostoma cirratum); el tiburón punta blanca de arrecife (Triaenodon obesus); el tiburón punta negra de arrecife (Carcharhinus melanopterus); y el tiburón toro (Carcharias taurus).  Los peces están distribuidos en 28 recintos que contienen un total de 4,5 millones de litros de Agua salada.
Además de los tanques, AquaRio ofrece a los visitantes las actividades adicionales sujetas a un cargo adicional: Dormir en AquaRio, donde los visitantes pueden pasar la noche en el túnel que atraviesa el centro del Gran Tanque del Océano; el Buceo en el Tanque Oceánico, donde los visitantes pueden sumergirse en uno de los tanques;  el Pez Virtual, donde los visitantes pueden crear un amigo virtual al inicio del recorrido e interactuar con él durante todo el circuito; y la Visita a los Bastidores, donde los visitantes pueden ver de cerca los equipos que tratan el agua en los tanques, el trabajo de los biólogos y cómo se alimenta a los peces. 
Los visitantes de AquaRio también pueden disfrutar de las siguientes atracciones: el Acuario Virtual, un acuario digital con peces creados por los visitantes; el Museo de la Ciencia, compuesto por la Estación de Plancton y la Exposición de Conchas; y el Museo del Surf, un espacio dedicado al surf diseñado por el surfista Rico de Souza. Como parte de su estructura, AquaRio cuenta con un café, un centro de investigación científica, un aparcamiento y una tienda de souvenires, y otros quioscos.

### Techo solar

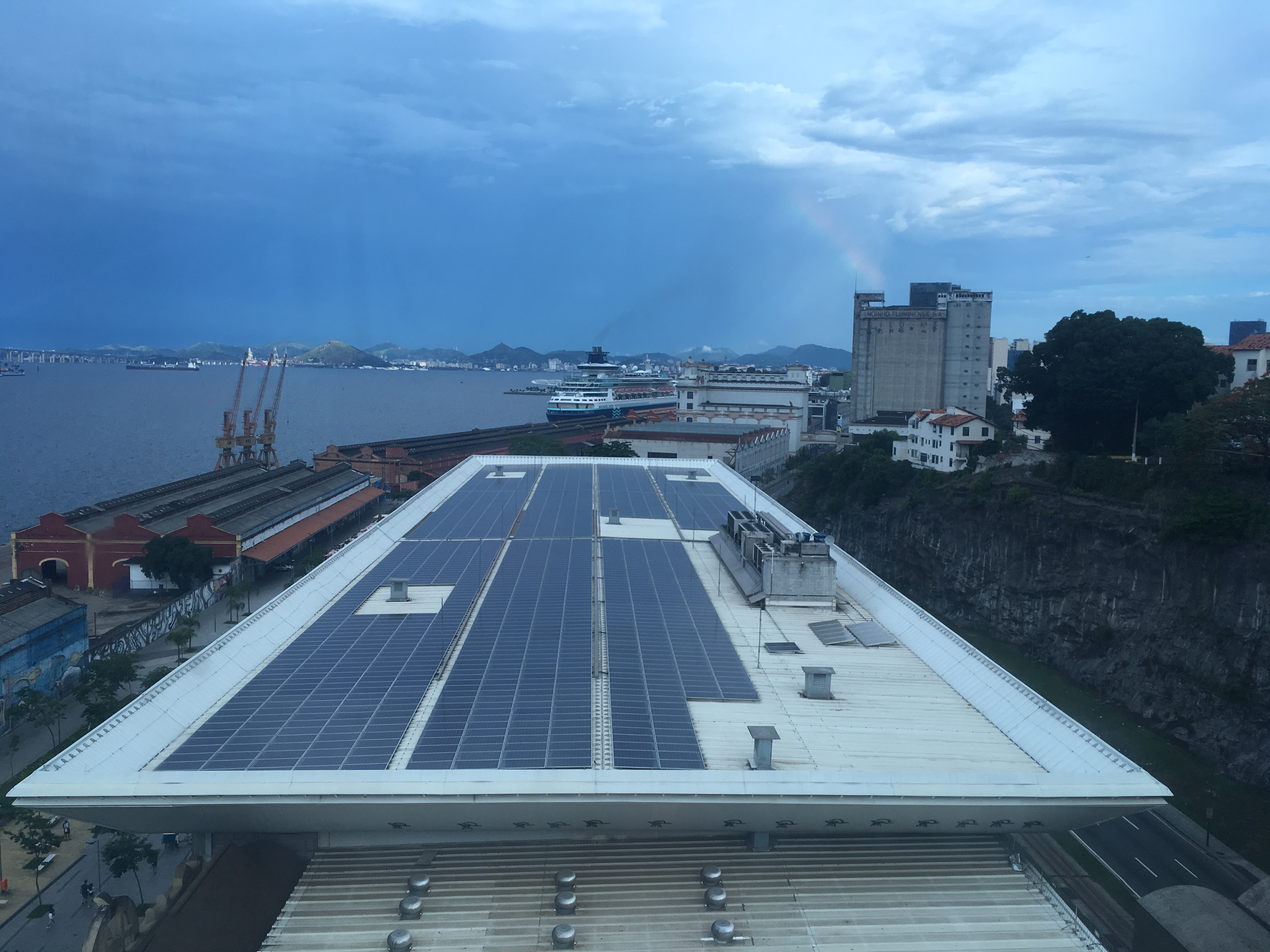
Techo solar, visto desde la noria Rio Star

El 31 de mayo de 2016 se inauguró en AquaRio el mayor techo solar instalado en zonas urbanas de Brasil. Compuesto por cerca de 2.000 paneles solares fotovoltaicos instalados en una superficie de 6,000 metros cuadrados, el techo solar genera alrededor de 77,000 kilovatios de energía al mes, lo que equivale al consumo mensual de 500 hogares brasileños. El techo reduce la cantidad de electricidad consumida por el acuario hasta en un 30 por ciento.

### Visita

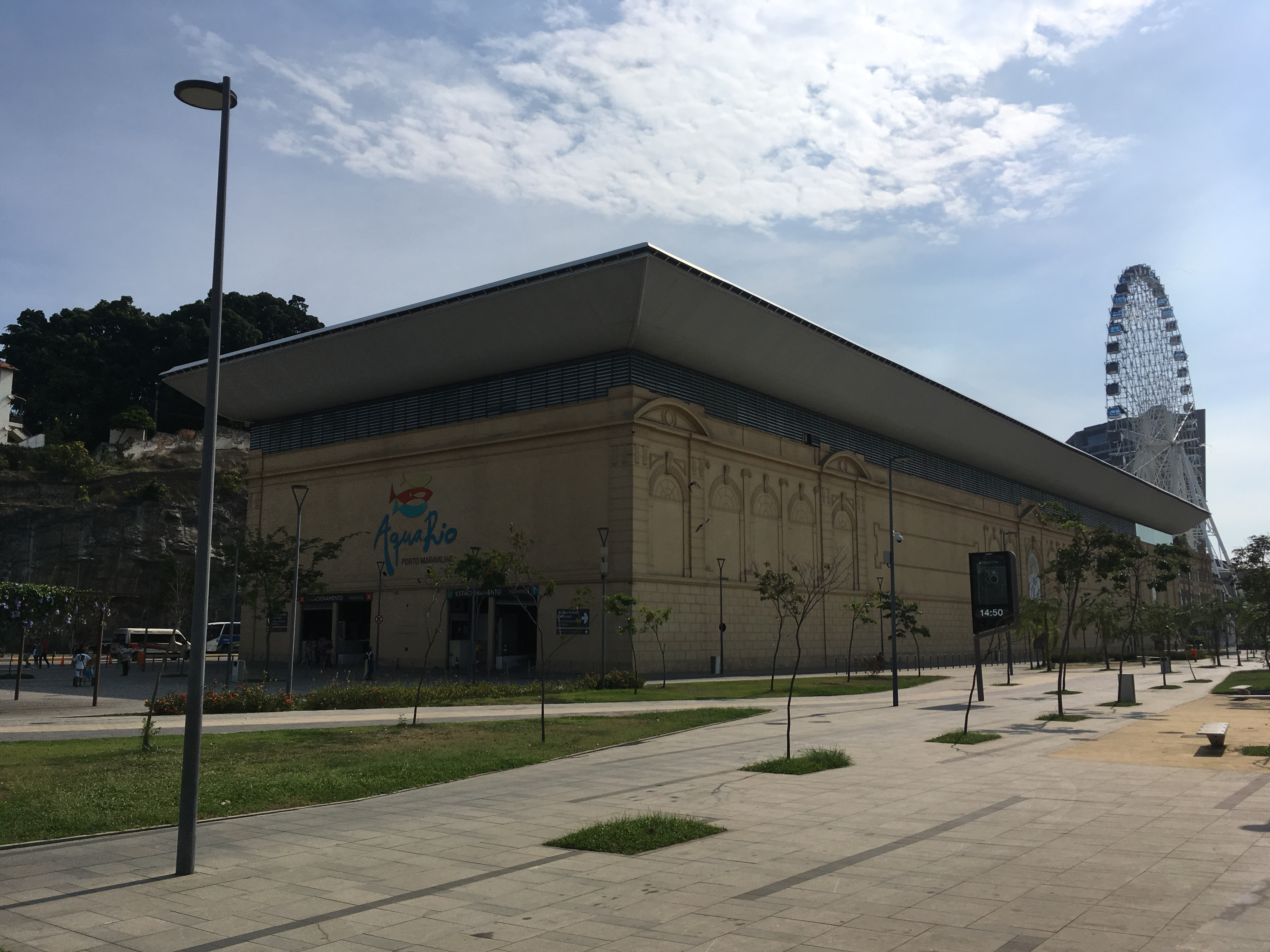
El AquaRio, en primer plano, y la noria Rio Star, al fondo

El 25 de julio de 2022, AquaRio alcanzó el hito de cinco millones de visitantes y obsequió a la familia que alcanzó este hito con un pasaporte de socio vitalicio y una visita al backstage.